# جون هوبز
جون هوبز (بالإنجليزية: John Hobbs)‏ هو فنان ومبشر نيوزيلندي، ولد في 22 فبراير 1800، وتوفي في 24 يونيو 1883 في أوكلاند في نيوزيلندا.